# Time Zone
Time Zone ist ein Computer-Adventure Spiel, das von Roberta Williams für die Firma On-Line Systems (später Sierra Entertainment) im Jahre 1982 für den Apple II und Apple II+ entwickelt wurde. Es handelt sich dabei um ein sehr umfangreiches Adventurespiel, das auf sechs doppelseitig beschriebenen Floppydisks ausgeliefert wurde. Das Spiel bot dem Spieler 1500 verschiedene Orte, an denen er sich während des Spiels aufhalten konnte. Weiterhin gab es 39 verschiedene Spielverläufe, um das Adventure zu lösen.

## Handlung
Der Spieler wurde ausgewählt, den Herrscher des Planeten Neburon zu vernichten. Er wird hierfür mit einem Gerät ausgestattet, das ihm Reisen durch Raum und Zeit ermöglicht. Während der Erfüllung seiner Aufgabe trifft der Spieler auf Persönlichkeiten wie Benjamin Franklin, Cleopatra und Julius Caesar.

## Spielprinzip und Technik
Time Zone ist ein Textadventure, das heißt, Umgebung und Geschehnisse werden als Bildschirmtext ausgegeben und die Visualisierung obliegt zum größten Teil der Fantasie des Spielers. Im Gegensatz zu klassischen Textadventures, die über keinerlei grafische Ausschmückung verfügen, wartet Time Zone mit einem Bild der jeweiligen Umgebung auf. Die Steuerung der Spielfigur erfolgt über Befehle, die der Spieler mittels der Tastatur eingibt und die von einem Parser abgearbeitet werden. Die Befehle sind in natürlicher Sprache gehalten und lassen den Spielcharakter mit seiner Umwelt interagieren. Der Spieler kann sich so durch die Spielwelt bewegen, Gegenstände finden, sie auf die Umgebung oder andere Gegenstände anwenden und mit NPCs kommunizieren. Mit fortschreitendem Handlungsverlauf werden weitere Orte der Spielwelt freigeschaltet.

## Rezeption
Die meisten zeitgenössischen Reviews stellten ausschließlich auf die schiere Größe des Spiels und weniger auf seine spielerischen Qualitäten ab. So befand beispielsweise Computer Gaming World, Time Zone sei „großartig in Bezug auf Größe und Anspruch“ und ein „Meilenstein des Computerspiels“. Das Softalk-Magazin sah immerhin „gute Puzzles und viele Gefahren und Herausforderungen“. Spätere Rezensionen fielen größtenteils negativ aus; zwar wird die technische Leistung gelobt, 1400 mit unterschiedlichen Grafiken versehene Orte zu einem Spiel zusammenzufügen der Ludologe Jimmy Maher fasste aber in einem 2012 erschienenen, detaillierten Essay zusammen, dass Time Zone aus heutiger Sicht an einem unprofessionellen Designkonzept seitens Roberta Williams, einem primitiven Parser und obskuren Rätseln kranke, während Firmen wie Infocom zur gleichen Zeit wesentlich professionellere Spiele entwickelt hätten.